# Gredinár Aurél
Gredinár Aurél (Kolozsvár, 1896. szeptember 2. – Kolozsvár, 1967. március 21.) erdélyi magyar újságíró, színműíró.

## Életútja
A kolozsvári Piarista Gimnáziumban érettségizett, 1915-ben, egyetemi tanulmányait azonban félbeszakította katonai és frontszolgálata. Az I. világháborúból hazakerülve újságírói pályára lépett. A dési Szamosmente kolozsvári szerkesztője, a Brassói Lapok és a Kolozsvári Friss Újság munkatársa, az Ellenzék belső munkatársa (1924–40), majd az Erdély riportere (1944–48). Írásait 1946 után az Utunk közölte.
A kolozsvári Magyar Színház mutatta be Jaurès halála c. háborúellenes egyfelvonásosát (1931), Walter Gyulával közösen írt Alsóbb osztályba léphet c. színművét (1935) s újabb vádbeszédként a háború ellen Senkit sem terhel felelősség c. szatirikus játékát (1947). Egyfelvonásosaiban a műkedvelők színpadára vitte Petőfi Sándor, Szendrey Júlia, Varga Katalin alakját. Az MNSZ munkásvértanú-pályázatán díjat nyert Huszonhárom éves volt c. egyfelvonásosa Ocskó Teréz tragédiáját jelenítette meg (1948).